# Liste de cow-boys
 (décembre 2014).
Si vous disposez d'ouvrages ou d'articles de référence ou si vous connaissez des sites web de qualité traitant du thème abordé ici, merci de compléter l'article en donnant les références utiles à sa vérifiabilité et en les liant à la section « Notes et références ».
Voici une liste de cow-boys réels et fictionnels. Voir aussi les articles Ouest américain et Conquête de l'Ouest.

## Éleveurs, ranchers et véritables cow-boys
- Charles Goodnight (1836–1929)
- Will Rogers (William Penn Adair "Will" Rogers, 1879 – 1935)
- Charlie Siringo (Charles Angelo "Charlie" Siringo) (1855–1928)

## Rodéo(Wild West Show)
- Yakima Canutt (1896–1986)
- Buffalo Bill (1846–1917)
- Wild Bill Hickok (1837–1876)
- Tom Mix (1880–1940)
- Annie Oakley (1860–1926)

## Membres du Cochise County Cowboys
- Ike Clanton
- Billy Clanton
- Phineas Clanton
- Johnny Ringo
- Frank McLaury
- Tom McLaury
- Curly Bill
- Billy Claiborne
- Frank Stilwell
- Pony Diehl
- Harry Head
- Pete Spence

## Personnages pris pour des cowboys
- Black Bart
- George Armstrong Custer
- Wyatt Earp
- Pat Garrett
- Doc Holliday
- Frank James
- Jesse James
- Calamity Jane
- Billy the Kid
- Butch Cassidy
- Bat Masterson
- Belle Starr
- Buffalo Bill

## Personnages de fiction
- Hopalong Cassidy
- The Lone Ranger
- Lucky Luke
- Shane
- Zorro
- John Marston et son fils Jack Marston
- Arthur Morgan
- Blueberry
- Jerry Spring
- Woody Pride